# Мар'янське (Криворізький район)
Ма́р'янське — село в Україні, у Зеленодольській міській територіальній громаді Криворізького району Дніпропетровської області. Колишній центр Мар'їнської волості Херсонського повіту Херсонської губернії.
Населення — 4 183 мешканці.

## Географія
Село Мар'янське знаходиться на правому березі Каховського водосховища, за 25 км від районного центру — міста Апостолове. На півдні межує з містом Нововоронцовка Нововоронцовського району Херсонської області та на сході з селом Грушівка. Село розділене на дві частини великою затокою (колишня річка Тернівка). Біля села знаходиться вхідний каскад каналу Дніпро — Кривий Ріг. Через село проходять автомобільні дороги Н23 і Т 0403.

## Історія
Засноване Мар'янське у XVIII столітті як запорізький зимівник біля річки Балки Тернівки. Спочатку таку назву мало й село. За ревізією 1782 року в Тернівці налічувалось 108 дворів з населенням 672 чоловіка. Пізніше сюди переселилося кілька родин з Полтавщини та інших місцевостей, які осідали окремими групами і звалися: сажани, полтавчани, ганнівці та інші. Згодом вони об'єдналися разом з Тернівкою в одне село — Мар'янське. Згадка про нього зустрічається в документальних джерелах 1787 року. Жителі села ще з часу ліквідації Запорізької Січі були віднесені до розряду державних селян.

### Стародавні часи
Археологічні дослідження курганів в околицях села свідчать про те, що люди в цих місцях з'явилися ще за часів ранньої бронзової доби (III — II тисячоліття до РХ). В окремих похованнях III—II століть до РХ, які належали сарматам, знайдено зброю, різноманітні прикраси з золота, скла, міді. Поблизу села досліджувалися також пам'ятки, які належали кочівникам (XIV—XV століття).

### XIX сторіччя
У 1859 році в Мар'янському проживало 2375 мешканців. За користування казенними землями вони платили подушне, оброчну подать. Згідно з законами 1866—1867 років мешканці села одержали наділи до 5 десятин на ревізьку душу, за які протягом 44 років повинні були вносити викупні платежі. Всього громаді села було відведено 11 266 десятин землі.
На добровільні пожертвування державних селян в 1840—1850 роках була збудована церкви Преображення Господнього.
Станом на 1886 рік у селі мешкало 3387 осіб, налічувалось 587 дворів, існували православна церква, школа та 2 лавки, проходило 2 ярмарки на рік: 6 серпня та 26 вересня.
За даними 1906—1907 років, у селі було 37 господарств, що мали від 20 до 25 десятин землі, 4 — від 25 до 50, 14 — понад 50 десятин. 129,8 десятини землі належало церкві. В той же час 245 господарств мали землі по 3,5 десятини. Нерівномірно розподілялась і робоча худоба. 91 господарство не мало тяглової сили, 159 селянських дворів — ніякої худоби. Все це призводило до низьких урожаїв. З однієї десятини збирали (в пудах): жита — 25, ярової пшениці — 30, ячменю — 30. Селяни Мар'янського змушені були орендувати додаткові землі.
Напередодні першої світової війни в селі була відкрита амбулаторія. До 1891 року на весь Херсонський повіт працював один лікар, зайнятий виконанням судово-медичних та медично-поліцейських обов'язків1. В 1891 році за 12 км від Мар'янського, у селі Костромці, відкрито лікарську дільницю, яка обслуговувала три волості (в тому числі й Мар'янську) з населенням 21 500 чоловік. В ній працювали лікар і 2 фельдшери.
Перша школа з 3-річним строком навчання відкрита у Мар' янському в 1875 році. Утримувала її сільська громада. В 1892 році учнів було — 81 хлопчик і 33 дівчинки, та закінчило третій клас лише 12 учнів (10 хлопчиків і 2 дівчинки). В 1896 році в двох школах села — земській та церковнопарафіальній — навчалось 124 учні.

### Перша половина ХХ століття
Про перші революційні виступи в селі збереглося мало документів. Відомо, що в листопаді 1905 року селяни, зібравшись на сходку, поставили вимогу перед місцевою владою збільшити земельні наділи, дозволити безплатно ловити рибу. Вимоги ці не були задоволені, а за антиурядовий виступ проти «існуючого порядку» на селян накладеної державний штраф.
Після Лютневої революції в Петрограді 1917 року громада села виступила з вимогами відібрати землю у поміщиків і заможних селян. На волосному сході було створено земельний комітет. Особливо розгорнулася діяльність комітету після Жовтневої революції. Він керувався у своїй діяльності «Тимчасовими правилами врегулювання земельних відносин», схваленими 27—30 листопада 1917 року на 1-му Херсонському повноважному губернському з'їзді земельних комітетів. По-більшовицькому настроєні селяни вимагали розподілу землі згідно з Ленінським декретом.
23 лютого 1918 року Херсонський повітовий селянський з'їзд ухвалив рішення про передачу всієї влади Радам, ухваливши скасувати повітові та волосні земства. Тоді ж у Мар'янському було обрано Раду селянських депутатів, до складу якої ввійшли С. І. Кальченко, В. І. Михно, А. В. Катран, М. С. Недренко, очолював її Г. І. Ткалич.
Наприкінці березня 1918 року, після окупації села німецько-австрійськими військами, багато сільських активістів — В. Н. Сьомка, І. Є. Тищенко, Т. І. Кальченко, П. І. Безпалий та інші вступили до партизанських загонів.
Після закінчення австро-німецької окупації село зайняли Війська Симона Петлюри, але вже на початку 1919 року Мар'янське перейшло під контроль Червоної Армії. В селі було відновлено органи Радянської влади, які почали здійснювати аграрні закони Радянського уряду. Роботу по розподілу землі розпочала земельна комісія, очолювана 3. Є. Токарем. 8 березня 1919 року з'їзд Рад 13 волостей Херсонського повіту виділив Мар'янській волості додатково 7328 десятин земель у Михайлівській та Нововоронцовській волостях. В травні 1919 року село захопили вояки отамана Григор'єва.
У серпні 1919 року село було зайнято військами Антона Денікіна, які утримували його під контролем до початку 1920 року. Після чого на селі було відновлено Радянську владу. Проте і цей період тривав недовго. Восени 1920 року Мар'янське та навколишні населені пункти були місцем боїв Червоної Армії проти військ Петра Врангеля. У жовтні 1920 року лінія фронту проходила поблизу села. 14 жовтня в районі Мар'янського, Грушівки і станції Тік війська Південного фронту під командуванням Михайло Фрунзе розгромили три кавалерійські і дві піхотні дивізії Петра Врангеля. В боях особливо відзначились частини 2-ї Кінної армії, на чолі якої був Пилип Миронов. Першим ввірвався в Мар'янське командир бригади Журавльов.
Активно допомагав встановлювати Радянську владу створений у 1920 році комітет незаможних селян. Навесні 1921 року в Мар'янській волості було засіяно більше 6 тис. десятин землі. Мар'янцям додатково було виділено нові землі, за 15—20 км від села, куди переселилася частина сімей. Виникли нові села: Перше Травня, Зарево, Запорізьке. В 1922 році жителі села К. Г. Овечко, Г. Й. Овечко, Т. І. Губа та А. В. Катран створили сільськогосподарську комуну «Нове життя».
Протягом 1923—1925 років в Мар'янському було створено ще 13 товариств спільного обробітку землі і вилову риби: «Червоний шлях», «Серп і молот», «Пролетарське», ім. Красіна, «Червоний прапор» та інші. Було відбудовано підприємство по переробці місцевої сировини, шкіряний завод. Значна увага приділялась ліквідації неписьменності серед населення. Боротьбу з дитячою безпритульністю в селі проводив жіночий відділ, який кілька років очолювала Л. В. Чистякова.
Під час проведення суцільної колективізації у Мар'янському було організовано 7 сільськогосподарських артілей на базі комуни і товариств спільного обробітку землі. Колгосп ім. Жданова спеціалізувався на виробництві продуктів тваринництва. 1938 року він мав великої рогатої худоби 250 голів, понад 1300 овець, 200 свиней. За 2 роки поголів'я худоби в колгоспі подвоїлось. У 1939 році колгоспники одержали на трудодень по 3 крб. 20 коп. грішми і по 3 кг зерна.
Значні зміни відбулися в зовнішньому вигляді Мар'янського. Замість глиняних хат з солом'яними стріхами колгоспники споруджували нові будинки, криті залізом і черепицею. Чимала заслуга у впорядкуванні села належала сільській Раді, яку очолював Г. О. Назаренко.
Велика увага приділялась охороні здоров'я трудящих, народній освіті. Діти навчались в 5 школах.

### Голодомор 1932—1933
Жорстоко постраждали місцеві жителі від Геноциду (голодомору) 1932—1933 років. Від дій комуністичної влади загинуло більше 1000 місцевих жителів

### Друга світова війна
Суворих випробувань зазнало населення в період тимчасової окупації села німецькими військами — з 17 серпня 1941 року до 16 лютого 1944 року. Було примусово вивезено до Німеччини 600 жителів села. Кілька колгоспних активістів — С. Кудренка, О. Заскалька, А. Шемет, Д. Супруна, В. Нестройного, В. Сердюка та інших — було розстріляно.
Частина місцевих жителів перейшла на службу до поліції, за що потім була жорстоко покарана. Навесні 1942 тут спеціально прислана парашутна група розстріляла Героя Радянського Союзу лейтенанта танкових військ Макара Ткачова за його перехід до німецької поліції.
Наприкінці вересня 1943 року Червона Армія підійшла до лівого берега Дніпра. 11 лютого 1944 року 179-й полк 59-ї стрілецької Краматорської ордена Суворова дивізії Третього Українського фронту наступав у напрямі Мар'янського, щоб перерізати шосейну дорогу на Нововоронцовку. В боях за визволення Мар'янського загинуло понад 70 радянських воїнів, у тому числі: гвардії майор В. І. Фокін, гвардії капітан А. К. Каменєв, гвардії молодші лейтенанти М. І. Сафронов, А. Башкатов, сержанти А. Д. Бузенко, Н. П. Лукаш, рядові В. М. Калюжний, Т. М. Воробйов та інші. В центрі села — їх братська могила.

### Друга половина XX століття

Насосна станція каналу Дніпро-Кривий Ріг. Мар'янське, 1967 рік.

Протягом 1954—1959 років, спорудження Каховського моря частина Мар'янського була перенесена на нове місце. Місцеві жителі одержали від держави потрібні кошти на громадське і житлове будівництво. Було знесено і збудовано заново за типовими проектами близько 1 000 будинків. В 1965 і 1966 роках в селі споруджено 39 новобудов. Збудовано на колгоспні кошти 30 житлових двоповерхових будинків. Бетонний завод забезпечував потреби в будівельних матеріалах. В селі прокладено водопровід, почала працювати фільтрувальна станція потужністю 4,5 тис. м³ води на добу.
В лютому 1965 року на базі колгоспу ім. Карла Маркса в селі створено радгосп молочно-зернового напрямку.

### Сучасність
Під час російського вторгнення у 2022 році село зазнало значних руйнувань в ході артилерійських обстрілів. В березні російські війська підійшли впритул до села, захопивши Нововоронцовку. Росіяни активно старалися захопити Мар'янське, поки 25 березня не були відкинуті. 17 березня російські війська обстріляли з РСЗВ «Град» село Мар'янське. В результаті обстрілу було пошкоджено водонасосну станцію.

## Населення
Згідно з переписом УРСР 1989 року чисельність наявного населення села становила 4428 осіб, з яких 2026 чоловіків та 2402 жінки.
За переписом населення України 2001 року в селі мешкали 4172 особи.

### Мова
Розподіл населення за рідною мовою за даними перепису 2001 року:
| Мова       | Відсоток |
| ---------- | -------- |
| українська | 93,81 %  |
| російська  | 5,57 %   |
| білоруська | 0,33 %   |
| вірменська | 0,26 %   |
| молдовська | 0,02 %   |

## Економіка
- ТОВ «Авіас-2000».
- ДПП Кривбаспромводопостачання.
- «Дніпро», аграрно-колективне об'єднання.
- «Агропромсоюз», ТОВ.
- Мар'янське споживче товариство.

## Об'єкти соціальної сфери
У 4 школах — середній, восьмирічній та двох початкових — навчається близько 900 учнів, працює понад 30 вчителів. У селі є лікарня, 3 медпункти, 2 аптеки.

## Визначні пам'ятки
Біля села збереглися кам'яні козацькі могильні хрести.
В 1987 році в селі було відкрито Музей історії села Мар'янське.

## Релігія
В селі знаходяться наступні релігійні споруди:
- Свято-Преображенський храм (вул. Центральна, 9-А);

- Храм Святої Марії Єгипетської (вул. Незалежності, 19-В);

- Молитовний дім Церкви ХВЄ (вул. Центральна, 129).

## Відомі люди
- Олексій Федорович Нирко (1 січня 1926 — †26 жовтня 2005) — подвижник кобзарства Криму і Кубані, бандурист, історик кобзарства, голова Ялтинської «Просвіти» (1988—1991), керівник капели бандуристів ім. С. Руданського в Ялті. Голова кобзарської секції Музично-хорового товариства Криму, заслужений працівник культури України. Створив музей бандури в Ялті. Пройшов випробовування Другої світової війни, і переслідувань та тюрем під час радянської влади.
- Назаренко Павло (1894 — ?) — хорунжий Армії УНР
- Лепеха Андрій Анатолійович (1976—2015) — солдат Збройних сил України, учасник російсько-української війни.
- Кайдаш Василь Дем'янович (1923 — † н/д) — підпільник ОУН
- Кайдаш Дем'ян Васильович (1899 — † н/д) — підпільник ОУН
- Кириленко Катерина Федорівна (1918 — † н/д) — підпільниця ОУН
- Петринка Олександр Ярославович — старший солдат Національної гвардії України, учасник російсько-української війни, що загинув у ході російського вторгнення в Україну в 2022 році.
- Яблуновський Сергій Михайлович (1979—2016) — сержант Збройних сил України, учасник російсько-української війни.
- Дмитрієв Костянтин Костянтинович (1990—2022)-старший солдат Національної Гвардії України
- Недря Сергій Сергійович (1997—2023) — Старший солдат, навідник оператор 2-го відділення 3-го взводу ОП 4-ї роти ОП на БТР